# Купер, Дон
Дон Ку́пер (англ. Don Cooper) — американский кёрлингист.
В составе мужской сборной США участник чемпионата мира 1983 (заняли шестое место). Чемпион США среди мужчин (1983).
Играл на позиции четвёртого, был скипом команды.

## Достижения
- Чемпионат США по кёрлингу среди мужчин: золото (1983).

## Команды
| Сезон   | Четвёртый | Третий           | Второй        | Первый        | Турниры                        |
| ------- | --------- | ---------------- | ------------- | ------------- | ------------------------------ |
| 1982—83 | Дон Купер | Джерри ван Брант | Билли Шипстед | Джек Макнелли | ЧСШАМ 1983 · ЧМ 1983 (6 место) |

(скипы выделены полужирным шрифтом)